# Aérodrome de Quélimane
L'aérodrome de Quélimane est un aéroport de Quélimane, Mozambique (code IATA : UEL • code OACI : FQQL).

## Situation
| Île Bazaruto Beira Chimoio Inhambane Lichinga Nacala Nampula Pemba Quélimane Tete-Chingozi Vilanculos Maputo |

## Compagnies aériennes et destinations
| Compagnies              | Destinations                          |
| ----------------------- | ------------------------------------- |
| LAM Mozambique Airlines | Beira, Maputo, Nampula, Tete/Chingozi |

Édité le 14/10/2017  Actualisé le 4/11/2023
Le graphique qui aurait dû être présenté ici ne peut pas être affiché car il utilise l'ancienne extension Graph, désactivée pour des questions de sécurité. Des indications pour créer un nouveau graphique avec la nouvelle extension Chart sont disponibles ici.

Voir la requête brute et les sources sur Wikidata.